# Quercitello
Quercitello település Franciaországban, Haute-Corse megyében. Lakosainak száma 46 fő (2022. január 1.). Quercitello Poggio-Marinaccio, Casabianca, Morosaglia és La Porta községekkel határos.

## Népesség
A település népességének változása:
| Lakosok száma | 126  | 53   | 37   | 52   | 47   | 45   | 44   | 42   | 40   | 46   |
|               | 1968 | 1982 | 1990 | 2006 | 2013 | 2015 | 2017 | 2019 | 2020 | 2022 |